# 柳锋波
柳锋波（1965年9月—），男，汉族，山西芮城人，中华人民共和国政治人物。现任民盟中央委员，民盟河南省委专职副主委，河南省政协常委。第十四届全国政协委员。